# Las alas del águila
Las alas del águila (1983) es una novela de Ken Follett, basada en hechos reales y ambientada en los primeros años de la Revolución Islámica, en el Irán de 1978. 

## Argumento
Relato verídico sobre un grupo de personas que, acusadas de delitos que no habían cometido, decidieron resolver sus problemas por su cuenta ante la pasividad de las autoridades. A finales de 1978 en Irán, el sentimiento antinorteamericano durante la revolución islamista que derrocó al Sah Mohammad Reza Pahlevi el 16 de enero de 1979, hace que los estadounidenses sean "invitados" a abandonar el país, pero dos directivos de la multinacional norteamericana EDS son detenidos sin acusaciones concretas. Recluidos en una prisión de máxima seguridad, su única esperanza reside en el arriesgado plan del presidente de la empresa, Ross Perot, para penetrar en el país y rescatarlos.

## Adaptación televisiva
En 1986 una miniserie de cinco horas de duración adaptó la novela. Fue protagonizada por Burt Lancaster y Richard Crenna como Ross Perot. Tuvo una audiencia de 25 millones en USA.